# Mean (chanson)
Pour les articles homonymes, voir Mean.
Singles de Taylor Swift
Back To December
(2010) The Story Of Us
(2011)
Pistes de Speak Now
Dear John The Story Of Us
Mean est le troisième single extrait de l'album Speak Now de Taylor Swift.

## Genèse de la chanson
Mean est la sixième chanson de l'album Speak Now et parle de la manière dont certaines personnes critiquent la musique de Swift.
Dans une interview Taylor Swift a expliqué que "Si vous faites ce que je fais, vous vous présentez au public, les gens ont tous une opinion différente sur vous. Peu importe ce que vous faites, vous serez toujours critiqué pour rien." 
« Je comprends qu'il y ait des façons différentes de critiquer quelqu'un. Il y a des critiques constructives et professionnelles et puis il y a les autres qui sont juste méchantes. »
La chanteuse espère que la chanson va interpeller des gens de tous âges dans des situations différentes. Elle sait qu'il y a beaucoup de gens qui sont constamment dérangés par quelqu'un et elle veut montrer qu'il est préférable de l'ignorer.
"Cela peut se produire, peu importe ce que vous faites, quel âge vous avez ou le travail que vous faites, il y aura toujours quelqu'un qui sera là juste pour vous mépriser. Vous devez apprendre à composer avec elle".

## Liste des pistes
- téléchargement digital / CD single édition limitée[2]

1. "Mean" – 3:58

## Classements et certifications
| Classement (2010-2011)     | Meilleure position |
| -------------------------- | ------------------ |
| Australie (ARIA)           | 45                 |
| Canada (Hot 100)           | 10                 |
| États-Unis (Hot 100)       | 11                 |
| États-Unis (Country Songs) | 2                  |

| Pays               | Certifications |
| ------------------ | -------------- |
| CanadaMusic Canada | Or             |
| États-Unis RIAA    | Platine        |

| Classement (2011)                    | Position |
| ------------------------------------ | -------- |
| États-Unis Country Songs (Billboard) | 24       |

## Historique de sortie

### Sortie promotionnelle
| Pays       | Date            | Format                 | Label               |
| ---------- | --------------- | ---------------------- | ------------------- |
| Canada     | 19 octobre 2010 | Téléchargement digital | Big Machine Records |
| États-Unis | 19 octobre 2010 | Téléchargement digital | Big Machine Records |
| Italie     | 20 octobre 2010 | téléchargement digital | Big Machine Records |
| Norvège    | 20 octobre 2010 | téléchargement digital | Big Machine Records |
| Pays-Bas   | 20 octobre 2010 | téléchargement digital | Big Machine Records |
| Danemark   | 20 octobre 2010 | téléchargement digital | Big Machine Records |
| Grèce      | 20 octobre 2010 | téléchargement digital | Big Machine Records |
| Japon      | 20 octobre 2010 | téléchargement digital | Big Machine Records |
| Luxembourg | 20 octobre 2010 | téléchargement digital | Big Machine Records |
| Portugal   | 20 octobre 2010 | téléchargement digital | Big Machine Records |
| Espagne    | 20 octobre 2010 | téléchargement digital | Big Machine Records |
| Suède      | 20 octobre 2010 | téléchargement digital | Big Machine Records |
| Suisse     | 20 octobre 2010 | téléchargement digital | Big Machine Records |

### Sortie single
| Pays       | Date        | Format        | Label               |
| ---------- | ----------- | ------------- | ------------------- |
| États-Unis | 7 mars 2011 | Country radio | Big Machine Records |
| États-Unis | 6 mai 2011  | CD single     | Big Machine Records |
| États-Unis | 6 mai 2011  | Clip vidéo    | Big Machine Records |